# 林克比-希斯塔
林克比-希斯塔（瑞典語：Rinkeby-Kista）是瑞典首都斯德哥爾摩的一個區，位於斯德哥爾摩的北部。林克比-希斯塔分為四個分区。2014年，林克比-希斯塔人口为48,828。